# 이미지 (1987년)
이미지(1987년 1월 24일 ~ )는 대한민국의 배우이다.

## 이력
2007년에 뮤지컬배우 첫 데뷔하였고 이듬해 2008년 연극배우 데뷔하였다.

## 출연작

### 뮤지컬
- 《아가씨와 건달들》
- 《그리스》
- 《요덕 스토리》
- 《웨스트 사이트 스토리》
- 《시카고》

### 연극
- 《예비대왕》
- 《리모컨》
- 《불어라 바람아》
- 《순이야 사랑해》
- 《사랑한다면 이들처럼》